# 雞冠花
雞冠花（学名：Celosia argentea var. cristata），別稱雞冠、雞冠頭花、雞冠莧雞花、雞冠頭、雞髻花、雞公花、雞米花、雞骨子花、雞角槍、白雞冠花、紅雞冠花、 紅雞冠、大雞公莧、海冠花、家雞冠花、塔黑彥-色其格-其其格、老來少，為莧科青葙屬一年生草本植物，原產印度，中國國內分佈大部分地區，廣佈於溫暖地區，多生長於炎熱而乾燥土壤。

## 形態特徵

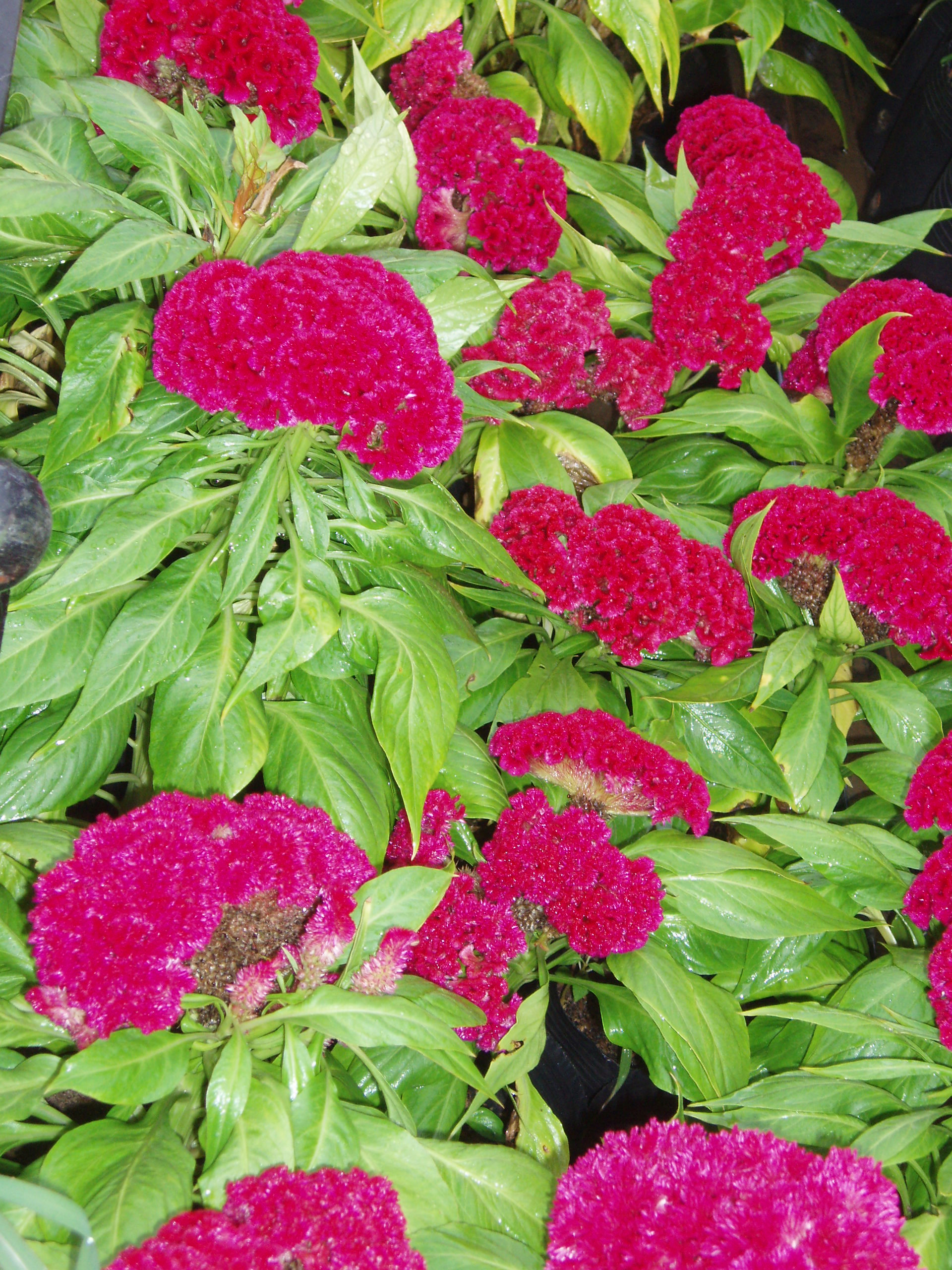
红色雞冠花

雞冠花是一種一年生草本植物，全株無毛，高約20－90厘米。莖直立，粗壯，有縱棱，通常呈紅色，不分枝或有分枝。葉卵形、卵狀長圓形或披針形，單葉互生，先端長尖或漸尖，基部狹楔形，全緣，基生葉多為紫紅色或紅色，長約5－13厘米，寬約1.5－6厘米；葉柄長約3－5厘米。花為穗狀花序，頂生，扁平肉質而肥厚，呈雞冠狀、卷冠狀或羽毛狀，上緣寬具縱摺，密披絨毛狀鱗片，下端漸狹，常殘留扁平的莖，花序中部以下多花，極密生，花序上部的花多為不育花，花序下部的花僅一部分為發育花，花色多樣，有紫、紅、淡紅、黃、橙或雜色，花序軸扁形，長約6－12厘米；大花序之下有數個較小的分枝，呈圓錐狀矩圓形，表面羽毛狀；小花苞片3枚，幹膜質；花被片5枚，披針形或長圓狀披針形，先端芒尖或漸尖， 幹膜質而有光澤，宿存，長約5毫米；雄蕊5枚，花絲下部合生成杯狀；子房上位，1室；花柱細長，長約2－3毫米；柱頭2淺裂。果為胞果，卵形，成熟時蓋裂，有2至數顆種子，包於宿存的花被內，長約3毫米。種子扁球形，黑色有光澤。

## 醫藥用途

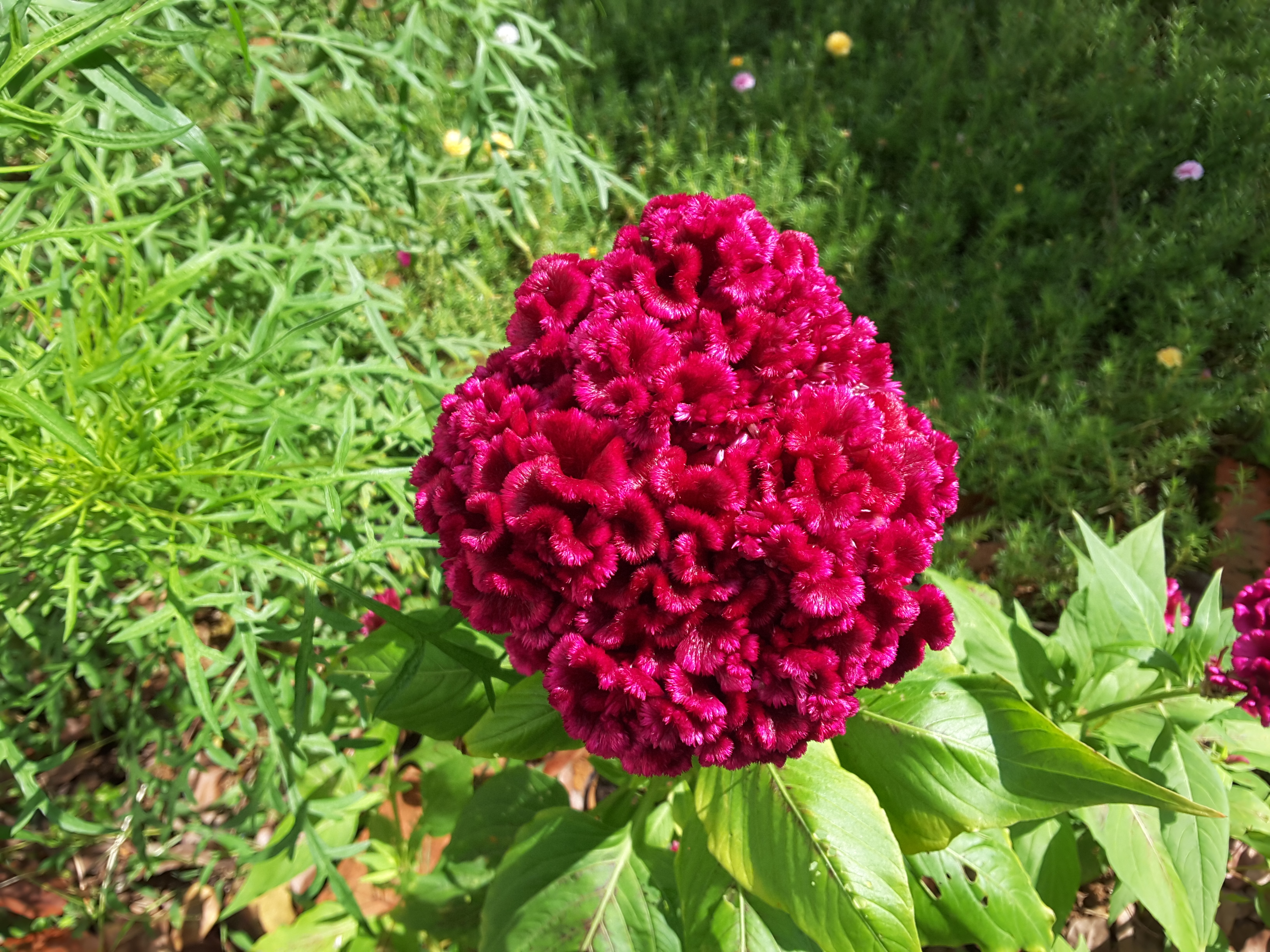
新加坡雞冠花

雞冠花的乾燥花序入藥，味甘，性涼，歸肝、大腸經，藥材主產於中國國內大部分地區，中醫歸類為涼血止血藥。中藥名為雞冠花，藥用之名始載《嘉祐本草》，蒙藥名為塔黑彥-色其格-其其格，具收斂、涼血、止血、止滯、止痢等功效，主治婦女血崩、功能性子宮出血、腸出血、痔瘡出血、痢疾、泄瀉、白帶等，現代臨床應用於非功能性子宮出血、月經過多、泌尿道感染、痔瘡、細菌性痢疾、抗衰老、抗疲勞、降血脂、抑腫瘤、預防骨質疏鬆、增強免疫功能、陰道毛滴蟲等治療上。福建民間常以白色花序應用於白帶及婦女調經等治療上。另雞冠花的苗及種子亦可入藥。

## 藥材鑑定
本品以乾燥穗狀花序入藥，每年秋季花開時採收，將花序連同莖幹一同割下，捆成小把晾乾或曬乾後，剪去莖幹即成，花序多為扁平而肥厚，呈雞冠狀，上緣寬，表面具皺摺及密生線狀鱗片，紫、紅、淡紅、黃、橙或雜色，花序中部以下密生小花，花苞及花被片均呈膜質；體輕，質地柔韌，氣微，味淡；傳統經驗則認為以朵大而扁及色彩鮮艷者為佳。本種載錄於《中國藥典》2005年版，定為中藥雞冠花的法定原植物來源種，主要透過薄層色譜與對照藥材相比較的方法，以控制藥材的質量。

## 醫藥典故
很久以前在穆校河的河畔，住有一位姓劉的小女孩。有一天小女孩往雞冠山採摘野菜，她越走越遠結果迷途山中，因她餓得沒有辦法，於是她採摘野果野菜充飢。由於她什麼都吃，喝的河水又不清潔，結果拉起了肚子，腹痛難當。她突然在河邊發現了一種紫色雞冠式的野花，她想，採一些花吃下，或能治好拉肚子。於是她採了一些花吃了下去，果然肚子就不那麼痛了，之後她又連續吃了那紫色的花，結果肚子就不拉了。但因她數天沒有吃飯，已沒有力氣走路了，於是她靠在一棵樹下的草棚內，突然聽到草中傳來響聲，誤以為野獸來襲，她慌張地鑽進草棚旁的樹洞裡，過了一會兒響聲越來越近，原來是人的腳步聲，於是她爬出樹洞，鑽出了頭子後就沒有力氣了，她的父親和鄉親抱了她出來。回家後，小女孩休息了數天，精神逐漸好了起來，小女孩向母親說起她在山中，因吃了野果拉肚子，及後吃了紫色的花治好了病的事情。小女孩的母親由於經常拉肚子，聽後，過了數天和丈夫一同上了雞冠山，採了一些連根帶回家中，栽種於家門前。小女孩的母親連續數天使用紫色的花煎湯服用，結果拉肚子的毛病沒有再犯，其後她將那種花能治病的消息告訴給其他人。因雞冠花的花狀似雞冠子，因而起名為雞冠花
。

## 相似物種

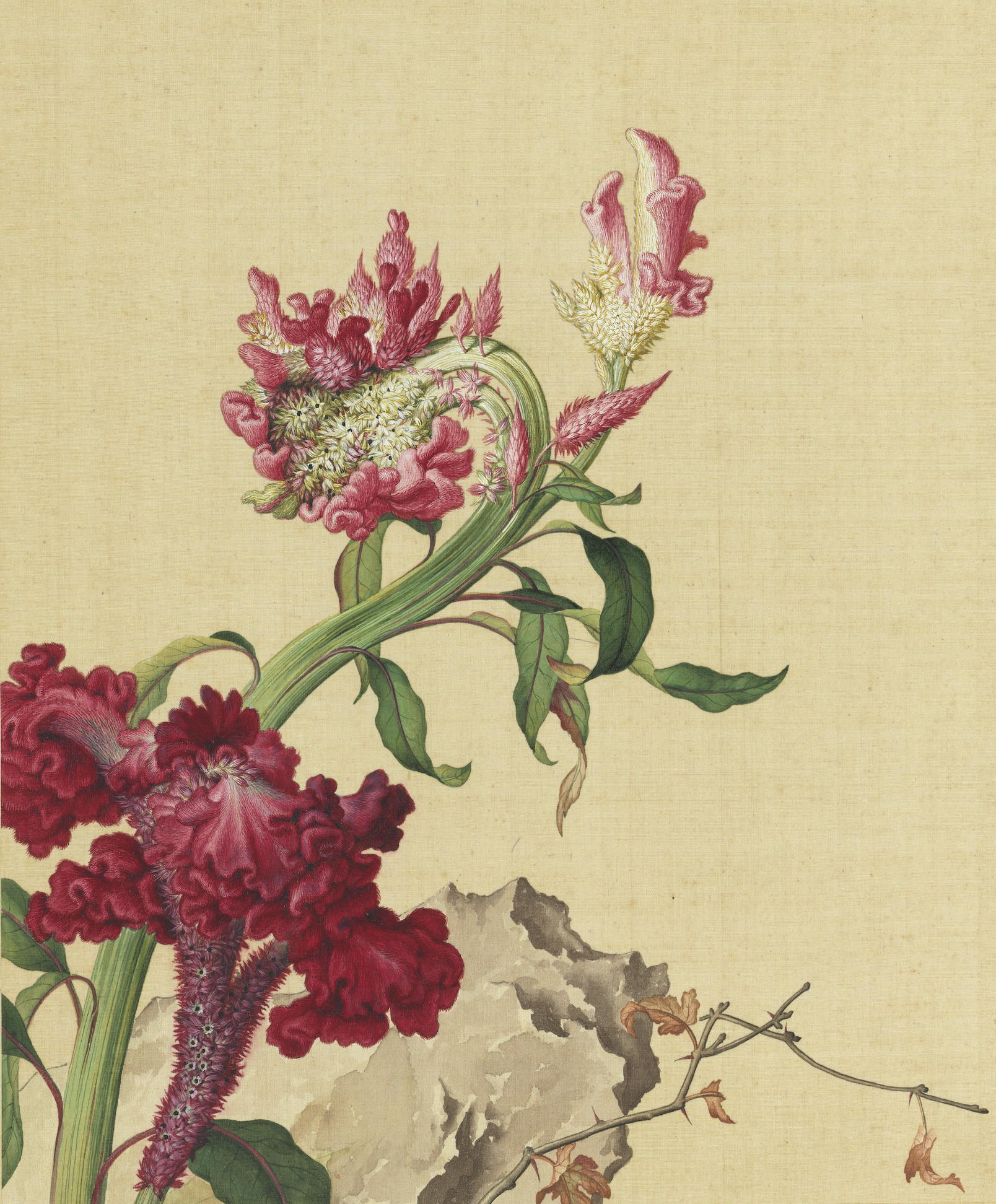
郎世宁绘制的鸡冠花图

- 青葙（Celosia argentea），同為莧科青葙屬植物，分別在於雞冠花的莖較粗，葉較為寬，花序呈雞冠狀、卷冠狀或羽毛狀，種子略扁或稍大，但不明顯[18][19]。

## 化學成份
雞冠花的花序含甜菜花青苷類、甾醇類、黃酮類化合物等化學成分組成，主耍活性成份為甜菜花青苷類成分，如雞冠花素 (celosianin)、甜菜紅素 (betacyanin)、甜菜黃素 (betaxanthins)、莧菜紅素 (amaranthin)、異莧菜紅素(isoamaranthin)及黃酮類化合物山柰苷 (kaempferitrin) 等。莖、葉、花序及種子含有18種氨基酸及多種無機元素。

## 外部連結
- 雞冠花[]中國植物圖像庫
- 雞冠花物種相冊中國自然標本館
- 雞冠花 （页面存档备份，存于）台灣大百科全書
- 雞冠花 Jiguanhua （页面存档备份，存于） 藥用植物圖像數據庫 (香港浸會大學中醫藥學院) （中文）（英文）
- 雞冠花 中藥材圖像數據庫  (香港浸會大學中醫藥學院) （中文）（英文）
- 中国数字植物标本馆中的相关内容：雞冠花